# Oblast' di Pskov
L'oblast' di Pskov (in russo Пско́вская о́бласть?, Pskóvskaja óblastʾ) è un'oblast' della Russia.

## Geografia
L'oblast' è costituito da un bassopiano paludoso (Lago di Pskov, parte del Lago dei Ciudi) ad economia prevalentemente agricola (lino, patate e segale). Il sottosuolo ha notevoli giacimenti di torba.
Scarse le industrie pesanti mentre degne di nota sono quelle alimentari, tessili e dell'abbigliamento.
La capitale è Pskov; altre città di un certo rilievo sono:
- Velikie Luki
- Gdov
- Dno
- Ostrov
- Opočka

Il confine estone-russo, nella zona di Petseri, è ancora contestato e non definito. L'Estonia rivendica l'appartenenza della città in forza del Trattato di Tartu.

## Suddivisioni amministrative

### Rajon
La oblast' di Pskov comprende 24 rajon (fra parentesi il capoluogo; sono indicati con un asterisco i capoluoghi non direttamente dipendenti dal rajon ma posti sotto la giurisdizione della oblast'):
- Bežanickij (Bežanicy)
- Dedovičskij (Dedoviči)
- Dnovskij (Dno)
- Gdovskij (Gdov)
- Krasnogorodskij (Krasnogorodsk)
- Kun'inskij (Kun'ja)
- Loknjanskij (Loknja)
- Nevel'skij (Nevel')
- Novorževskij (Novoržev)
- Novosokol'ničeskij (Novosokol'niki)
- Opočeckij (Opočka)
- Ostrovskij (Ostrov)

- Palkinskij (Palkino)
- Pečorskij (Pečory)
- Pljusskij (Pljussa)
- Porchovskij (Porchov)
- Pskovskij (Pskov*)
- Puškinogorskij (Puškinskie Gory)
- Pustoškinskij (Pustoška)
- Pytalovskij (Pytalovo)
- Sebežskij (Sebež)
- Strugo-Krasnenskij (Strugi Krasnye)
- Usvjatskij (Usvjaty)
- Velikolukskij (Velikie Luki*)

### Città
I centri abitati della oblast' che hanno lo status di città (gorod) sono 14 (in grassetto le città sotto la diretta giurisdizione della oblast', che costituiscono una divisione amministrativa di secondo livello):
- Dno
- Gdov
- Nevel'
- Novoržev
- Novosokol'niki
- Opočka
- Ostrov

- Pečory
- Porchov
- Pskov
- Pustoška
- Pytalovo
- Sebež
- Velikie Luki

### Insediamenti di tipo urbano
I centri urbani con status di insediamento di tipo urbano sono 14 (in grassetto gli insediamenti di tipo urbano sotto la diretta giurisdizione della oblast', che costituiscono una divisione amministrativa di secondo livello):
- Bežanicy
- Dedoviči
- Idrica
- Krasnogorodsk
- Krasnyj Luč
- Kun'ja
- Loknja

- Palkino
- Pljussa
- Puškinskie Gory
- Sosnovyj Bor
- Strugi Krasnye
- Usvjaty
- Zapljus'e